# 乌尔夫·西梅斯
乌尔夫·西梅斯（德語：Ulf Siemes，1978年5月14日—），德国男子赛艇运动员。他曾代表德国参加世界赛艇锦标赛，获得一枚金牌、二枚银牌和二枚铜牌。他也参加了2004年夏季奥运会。